# Batnfjorden
Batnfjorden er en fjord i Gjemnes kommune på Nordmøre i Møre og Romsdal fylke i Norge. På nordvestsiden af fjorden ligger Gjemnes sokn, og på sydøstsiden ligger Øre sokn, som i ældre tid hørte til Tingvoll prestegjeld. I fjordbunden ligger Batnfjordsøra, der er kommunecenteret i Gjemnes kommune.
Fjorden har sit indløb mod nordøst mellem næsset Gjemnes i nord og Revsholmen ved Torvikbukt i syd og den strækker sig 9 km mod sydvest til Batnfjordsøra. Nord for Gjemnes ligger Gjemnessundet som går nordover til Kvernesfjorden; Bergsøyfjorden går nordøstover mod Tingvollfjorden.
E39 findes på nordsiden af fjorden, mens riksvei 666 forløber langs sydsiden.
62°55′N 7°43′Ø / 62.917°N 7.717°Ø